# Clermont-l’Hérault
Clermont-l’Hérault település Franciaországban, Hérault megyében. Lakosainak száma 9372 fő (2022. január 1.). Clermont-l’Hérault Le Bosc, Brignac, Canet, Celles, Ceyras, Lacoste, Liausson, Mourèze, Nébian, Octon és Villeneuvette községekkel határos.

## Népesség
A település népességének változása:
| Lakosok száma | 6209 | 5926 | 6041 | 7214 | 8322 | 8667 | 8852 | 9029 | 9126 | 9372 |
|               | 1968 | 1982 | 1990 | 2006 | 2013 | 2015 | 2017 | 2019 | 2020 | 2022 |